# 2 cm 38호 대공포

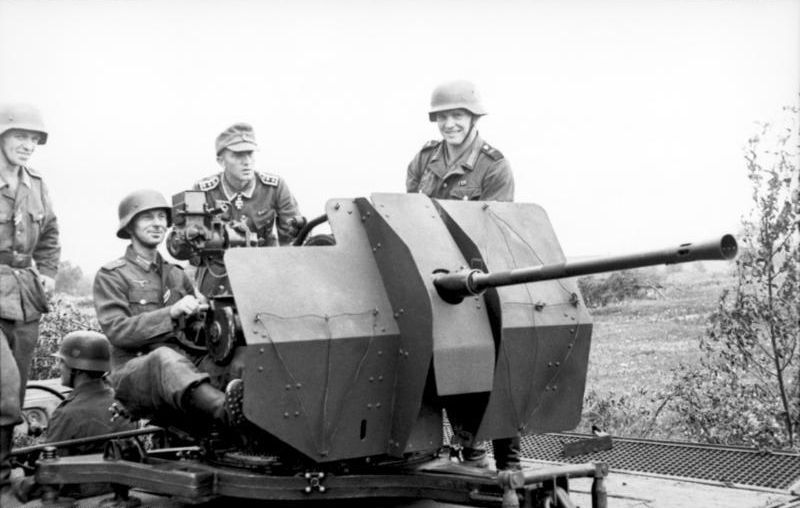
Flak 38

2 cm 30/38호 대공포(독일어: 2-cm-Flugabwehrkanone 38)는 제2차 세계 대전당시 독일이 쓰던 대공포이다. 20mm 포를 쓰며, 중량은 926 파운드. 선회각도는 360도까지 가능했으며. 연사속도는 최대분당 500발이다. 영화 라이언 일병 구하기에서 20mm 기관포로 나온다.4연장으로 만들어진 Flakviering 38 플라크피어링38도 있다.

## 개발
제2차 세계대전 발발 이전, 독일군의 저공 목표를 위한 대공 기관포는 2cm 기관포인 Flak 30을 사용하고 있었다. 그러나 항공기의 급속한 발전으로, 항공기 고속화에 따른 발사속도 괴리가 문제가 되었다. 그래서 대구경 기관포의 개발로 명성을 날리던 라인 메탈 사에 기능 개선 요청을 하였으나, 메탈사는 다른 무기의 개발로 여력이 없었다. 그래서 모젤 사가 Flak 30의 개선을 맡게 된다. 결과로 Flak 38이 개발되었다.